# وان لي
وان لي (بالصينية: 万里) هو سياسي صيني، ولد في 1 ديسمبر 1916 في الصين، وتوفي في 15 يوليو 2015 في بكين في الصين. حزبياً، نشط في الحزب الشيوعي الصيني (1936 – 15 يوليو 2015). وقد انتخب عضو مجلس الشعب الصيني ‏ وانتخب رئيس اللجنة الدائمة للمجلس الوطني لنواب الشعب ‏ (27 أبريل 1988 – 27 مارس 1993) وانتخب نائب رئيس مجلس الدولة في جمهورية الصين الشعبية (1980 – 1988).

## روابط خارجية
- وان لي على موقع مونزينجر (الألمانية)
- وان لي على موقع أوليمبيديا (الإنجليزية)